# Helictotrichon versicolor
Helictotrichon versicolor är en gräsart som först beskrevs av Dominique Villars, och fick sitt nu gällande namn av Schult. och Julius Hermann Schultes. Helictotrichon versicolor ingår i släktet Helictotrichon och familjen gräs. Inga underarter finns listade i Catalogue of Life.